# Blue Origin NS-16
NS-16 byla pilotovaná suborbitální mise společnosti Blue Origin, která proběhla 20. července 2021. Mise byla šestnáctým letem rakety New Shepard a prvním letem s posádkou pro tento nosič i celou Blue Origin. Posádku tvořil americký miliardář a zakladatel firmy Blue Origin Jeff Bezos, jeho bratr Mark Bezos, pilotka z programu Mercury 13 Wally Funková a nizozemský student fyziky Oliver Daemen. Start lodi RSS First Step se uskutečnil ze suborbitální odpalovací rampy Blue Origin v západním Texasu na stupni New Shepard NS4, přičemž raketa i kosmická loď letěly společně i na bezpilotní misi NS-14 a NS-15 v témže roce (2021).
NS-16 byla první pilotovaná vesmírná mise, která startovala z území amerického státu Texas. Oliver Daemen se ve věku 18 let stal nejmladším člověkem ve vesmíru a Wally Funková se ve věku 82 let stala nejstarším člověkem ve vesmíru. Mise se také stala prvním plně automatizovaným letem s civilními cestujícími. Posádka po letu dostala titul komerčního astronauta FAA.

## Posádka
- Jeff Bezos (1) - turista
- Mark Bezos (1) - velitel
- Wally Funková (1) - turista
- Oliver Daemen (1) - turista